# صابونية راراك
صابونية راراك (الاسم العلمي:Sapindus rarak) هي نوع من النباتات تتبع جنس الصابونية من الفصيلة الصابونية.